# Déjeuner pour deux
Pour plus de détails, voir Fiche technique et Distribution.
Déjeuner pour deux (titre original : Breakfast for Two) est un film américain, réalisé par Alfred Santell, sorti en 1937.

## Synopsis
Le lendemain d'une soirée bien arrosée, le séduisant Jonathan Blair, héritier d'une compagnie maritime au bord de la faillite, s'aperçoit qu'une jeune femme inconnue l'a raccompagné. Valentine Ransome, une riche héritière texane qui a la tête sur les épaules, décide de racheter la compagnie Blair pour forcer Jonathan à se réformer, et à l'épouser. Aidée du majordome et de son oncle Sam, elle doit user de toute son astuce pour arriver à ses fins.

## Fiche technique
- Titre : Déjeuner pour deux
- Titre original : Breakfast for Two
- Réalisation : Alfred Santell
- Scénario : Charles Kaufman, Paul Yawitz et Viola Brothers Shore d'après l'histoire A Love Like That de David Garth
- Photographie : J. Roy Hunt
- Montage : George Hively
- Musique : Nathaniel Shilkret, Max Steiner et Roy Webb (non crédités)
- Direction artistique : Van Nest Polglase
- Costumes : Edward Stevenson
- Producteurs : Edward Kaufman et Samuel J. Briskin (producteur exécutif)
- Société de production : RKO Radio Pictures
- Société de distribution : RKO Radio Pictures
- Pays d'origine :  États-Unis
- Langue : Anglais
- Format : Noir et blanc — 35 mm — 1,37:1 — Son : Mono (RCA Victor System)
- Genre : Comédie
- Durée : 67 minutes
- Dates de sortie : 
  -  États-Unis : 22 octobre 1937

## Distribution
- Barbara Stanwyck : Valentine Ransome
- Herbert Marshall : Jonathan Blair
- Glenda Farrell : Carol Wallace
- Eric Blore : Butch
- Donald Meek : Juge de paix
- Etienne Girardot : M. Meggs
- Frank M. Thomas : Sam Ransome
- Pierre Watkin : Gordon Faraday

Acteurs non crédités :
- George Irving : Un juge
- Margaret Seddon : Une actionnaire